# Panama-California Exposition
De Panama-California Exposition was een internationale expositie die van 9 maart 1915 tot 1 januari 1917 in San Diego, in de Amerikaanse staat Californië, plaatsvond. De festiviteiten werden in het grote stadspark Balboa Park gehouden. De gelegenheid was de opening van het Panamakanaal in 1914. Als locatie voor de expositie koos men voor San Diego omdat dat voor schepen die het kanaal in westelijke richting doorgevaren zijn de eerste havenstad van de VS was.

## Architectuur
David Collier is de man die verantwoordelijk was voor de keuze van de site en de bouwstijl van de gebouwen op de expositie. Collier koos voor Spanish Colonial Revival-architectuur, die op de expo haar historische hoogtepunt bereikte en die sindsdien als de kenmerkende architectuur van Califorië wordt beschouwd. De architecten van de expositie, Goodhue en Winslow, drukten hun stempel op de architectuur door resoluut te kiezen voor een stijl die beïnvloed was door rijkelijk versierde en stedelijke Spaanse barok. In feite vormt de architectuur ontwikkeld voor de expo een soort samenvatting van de Spaans-koloniale bouwstijlen in Noord-Amerika, gaande van Europese Renaissance-stijlen tot Spaans-koloniaal, tot Mexicaanse barok, tot aan de architectuur van de Californische missies.
Met de Spanish Colonial Revival-architectuur vormde de Panama-California Exposition een uitzondering op alle andere wereldexpo's die in de Verenigde Staten gehouden werden, alsook met de Europese exposities. De gelijktijdige Panama-Pacific International Exposition in San Francisco, bijvoorbeeld, werd gedomineerd door beaux-artsarchitectuur.